# Avon
Floden Avon er 137 km lang og ligger i Midlands i England. Den løber i eller ved countyerne Leicestershire, Northamptonshire, Warwickshire, Worcestershire og Gloucestershire. Floden har siden 1719 været delt i Øvre og Nedre Avon og passerer undervejs blandt andet William Shakespeares fødeby Stratford og kendes også som Shakespeares Avon.